# 灰龙属
灰龙（属名：Ngwevu，发音：'Ng-g'where-voo；学名取自科萨语ngwevu和intloko，意为“灰色颅骨”）是南非早侏罗世艾略特组的一属大椎龙科蜥脚形亚目恐龙。正模标本BP/1/4779由詹姆斯·科琴在1978发现，长期以来一直被视为一件颅骨横纵向扁平的不寻常的大椎龙标本，直到2019年经过重新研究才被确认为一个新属。该属的主要鉴定特征在于颅骨比大椎龙更为坚固。